# Pośredni Kieżmarski Strażnik

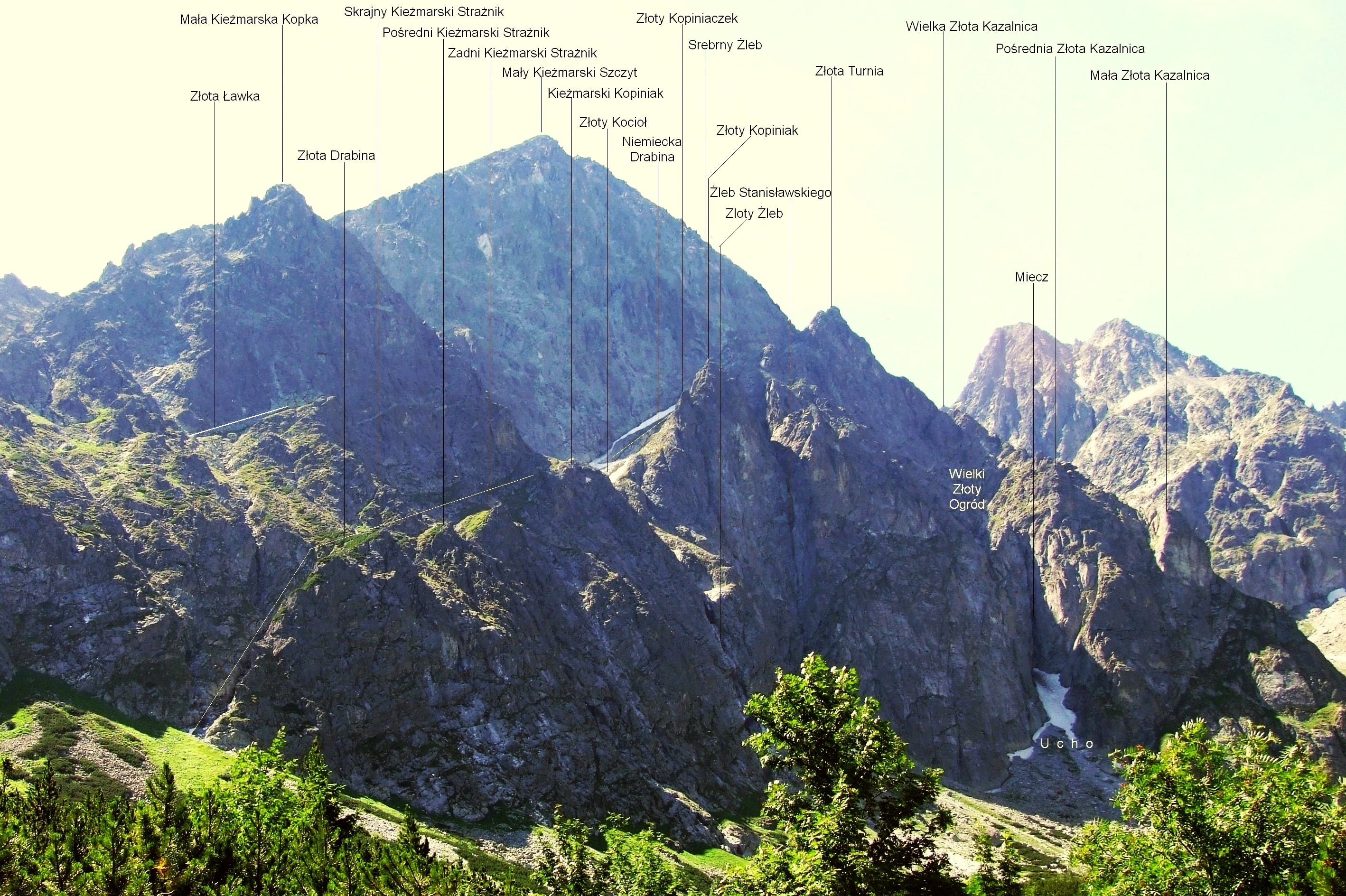

Pośredni Kieżmarski Strażnik – zbudowana z granitów turnia na północnej ścianie Kieżmarskiej Kopy w słowackich Tatrach Wysokich. Wznosi się w stokach opadających do dna Zielonej Doliny Kieżmarskiej. Od ściany Kieżmarskiej Kopy oddziela ją przełączka  Pośredni Złoty Przechód.
Pośredni Kieżmarski Strażnik jest jedną z czterech turni wznoszących się rzędem w północnej ścianie Kieżmarskiej Kopy. Jest drugą z kolei, patrząc od dołu. Po jego lewej stronie znajduje się Skrajny Kieżmarski Strażnik, po prawej kolejno: Zadni Kieżmarski Strażnik i Kieżmarski Kopiniak. Pomiędzy turniami tymi a ściana Kieżmarskiej Kopy ciągnie się skośnie w górę zachód zwany Złotą Drabiną. Używany jest przez taterników jako jedno z łatwiejszych przejść do Złotego Kotła. Stanowi przedłużenie na północny wschód Niemieckiej Drabiny.